# Neopseustis meyricki
Neopseustis meyricki is een vlinder uit de familie van de Neopseustidae. De wetenschappelijke naam van de soort is voor het eerst geldig gepubliceerd in 1925 door Hering.